# アレクサンダー・ガジェヴ
アレクサンダー・ガジェヴ（イタリア語: Alexander Gadjiev; スロベニア語: Aleksander Gadžijev, 1994年12月23日 - ）は、イタリア出身のピアニスト。

## 人物
1994年12月23日、スロベニアとの国境にあるイタリアの都市ゴリツィアに生まれる。母親のもとでピアノを始め、その後アゼルバイジャン出身のピアニストである父のシアヴシュ・ガジエフに師事。9歳の時にオーケストラデビュー、10歳で初リサイタルを行った。2013年より、ザルツブルク・モーツァルテウム大学にてパーヴェル・ギリロフに師事。現在はベルリンのハンス・アイスラー音楽大学でエルダー・ネボルシンに師事している。
2015年、第9回浜松国際ピアノコンクールにて優勝し、聴衆賞も受賞。モンテカルロ音楽達人杯ピアノ部門2018優勝。2021年7月、第12回シドニー国際ピアノコンクール(オンライン)で優勝。同年10月には第18回ショパン国際ピアノコンクールで第2位に入賞した。これらのコンクールでは国籍をイタリア/スロベニア (Italy/Slovenia) としていた。

## ディスコグラフィー
- 2017年 - 『Literary Fantasies』（アコーセンス・クラシックス）
- 2021年 - 『アレクサンダー・ガジェヴ～ライヴ』（デッカ）